# Fronteras
Fronteras är en ort i Mexiko.   Den ligger i kommunen Fronteras och delstaten Sonora, i den nordvästra delen av landet, 1 600 km nordväst om huvudstaden Mexico City. Fronteras ligger 1 135 meter över havet och antalet invånare är 834.
Terrängen runt Fronteras är platt västerut, men österut är den kuperad. Runt Fronteras är det mycket glesbefolkat, med 2 invånare per kvadratkilometer. Närmaste större samhälle är Esqueda, 19,5 km söder om Fronteras. Omgivningarna runt Fronteras är i huvudsak ett öppet busklandskap.